# Catocala hero
Catocala hero är en fjärilsart som beskrevs av H. Edwards 1884. Catocala hero ingår i släktet Catocala och familjen nattflyn. Inga underarter finns listade i Catalogue of Life.